# Barrington Moore
Barrington Moore Jr. est un sociologue américain né le 12 mai 1913 à Washington D.C. et mort le 16 octobre 2005 à Cambridge. Il est notamment connu pour Les Origines sociales de la dictature et de la démocratie (1966), une étude comparative de la modernisation du Royaume-Uni, de la France, des États-Unis, de la Chine, du Japon, de la Russie, de l'Allemagne et de l'Inde, se concentrant sur les conditions historiques et sociologiques du totalitarisme.
Moore est souvent considéré comme un néo-marxiste, en ce qu'il a tendance à s'intéresser surtout à la superstructure. Il conserve de Marx une analyse des révolutions en termes de classes. Il se détache toutefois tant du matérialisme mécaniste que du culturalisme.

## Travaux

### Les Origines sociales de la dictature et de la démocratie
Dans cet ouvrage, Moore s'intéresse aux trajectoires étatiques du phénomène de modernisation. Selon lui, c'est avant tout la transformation de l'économie qui explique qu'un processus de modernisation étatique mène plutôt à la dictature ou à la démocratie.
Il constate que contrairement à ce que Marx avait prédit, les révolutions communistes ne se sont pas tant jouées dans les rapports entre prolétariat et bourgeoisie, mais plutôt entre paysannerie et aristocratie. De ce constat, il dégage des variables à analyser : 1) les structures sociales de la paysannerie ; 2) le mode de transformation du capitalisme ; 3) les relations entre la bourgeoisie et l'aristocratie.
Il distingue alors "trois voies de passage entre le monde industriel et le monde moderne" : la révolution bourgeoise, la voie capitaliste réactionnaire et la voie communiste.

#### La révolution bourgeoise
L'exemple-type de cette révolution est la révolution anglaise. Il s'agit également de la trajectoire empruntée par la révolution française.
Son protagoniste principal est la bourgeoisie commerciale, qui conteste un État monarchique affaibli et entraîne de force l'aristocratie foncière dans une modernisation hostile à l'absolutisme royal. Face à cette alliance de circonstance se dressent les partisans de l'absolutisme, défendus par la paysannerie et la noblesse appauvrie.
L'issue de la révolution bourgeoise est l'installation d'un régime démocratique de type parlementaire. Tout est mis en œuvre pour éviter l'avènement d'un État absolutiste.

#### La voie capitaliste réactionnaire
La voie capitaliste réactionnaire est celle empruntée par l'Allemagne ou le Japon.
Ses protagonistes sont l'aristocratie foncière et la bourgeoisie commerciale. Dans ces pays, le développement du capitalisme s'est fait plus tardivement, il a été imposé par une monarchie forte qui a fait pression sur la paysannerie et freiné le développement d'une bourgeoisie citadine comme la bourgeoisie anglaise ou française. Complètement dépendante de l'aristocratie, la bourgeoisie s'est alors alliée à l'État central, formant une grande alliance conservatrice procédant à une industrialisation par le haut.
Cette forme de capitalisme dirigé aboutit au fascisme. Le régime se fonde sur une importante bureaucratie dirigée par un exécutif fort sans contre-pouvoirs. C'est le régime que Guy Hermet a pu qualifier d'autoritarisme libéral.
Ce type de régime a pu être assimilé par d'autres auteurs à des régimes comme la dictature brésilienne, l'Espagne franquiste ou encore l'Iran.

#### La voie communiste
L'URSS et la Chine sont les régimes de référence ayant emprunté la "voie communiste".
Tout comme dans la voie capitaliste réactionnaire, ce sont deux pays caractérisés par un État central imposant et une aristocratie écrasante. Toutefois, en raison d'une quasi-absence du capitalisme, il n'y a presque pas de bourgeoisie. C'est la paysannerie qui est alors l'acteur clé de cette trajectoire : elle ne possède rien et a tout intérêt à renverser le système.
Le régime qui en découle est un État autoritaire, bureaucratique et collectiviste.

## Œuvres
- Les Origines sociales de la dictature et de la démocratie (en), Paris, Maspero, 1969, 431 p.
- Critique de la Tolérance Pure, () Paris, J. Didier. édité par Barrington Moore & Herbert Marcuse, 1969, 134 pages.